# Grimmia australis
Grimmia australis là một loài Rêu trong họ Grimmiaceae. Loài này được (Dixon & Sainsbury) J. Muñoz & Ochyra mô tả khoa học đầu tiên năm 1999.